# Jonang
Jonang är en inriktning inom den tibetanska buddhismen som var som mest populär mellan 1200-talet och 1600-talet. År 1650 blev det huvudsakliga jonangklostret tvångskonverterat till gelug, men inriktningen lever kvar i mycket liten skala i östra Tibet.
Anledningen till att inriktningen överlevde var rimérörelsen, som utvecklades under 1800-talet och uppmuntrade studier av andra inriktningar än gelug.
Den fjortonde och nuvarande Dalai Lama har uppmuntrat inriktningens fortlevnad och erkänt jonang som en av de fem officiella inriktningarna av tibetansk buddhism. År 1995 tillsatte han Jetsun Dhampa som överhuvudet för jonang, och donerade ett kloster till Dhampa för att stödja jonangs fortlevnad. Dalai Lama har även stött jonangs vädjan att få bli representerad i den centrala tibetanska administrationen. I en omröstning gjord 2015 nekades dock jonang representation i CTA. 27 av de 44 som röstade, röstade mot förslaget att jonang skulle få representeras i CTA.
Inriktningen är känd för den kontroversiella läran gzhan stong, en lära som senare spridit sig till ett fåtal lärare inom andra traditioner. Gzhan stong är en lära som tolkar sunyata på ett särskilt vis. Enligt denna lära finns det en grundläggande natur som ligger till grund för allt som existerar, men som är "tomt" från allting annat än sin egen existens/natur. Jonang kom på grund av denna lära i konflikt med andra tibetanska buddhistiska inriktningar, i synnerhet gelug.

## Källhänvisningar
- Buswell, Robert E.; Lopez, Donald S. (2014) The Princeton Dictionary of Buddhism Princeton University Press
- Gruschke, A (2001). Der Jonang-Orden: Gründe für seinen Niedergang, Voraussetzungen für das Überdauern und aktuelle Lage. Brill Academic Publishers, Leiden
- Dorje Shugden and Dalai Lama (2015) Tibetan Parliament discriminates against Jonangpa sect. Läst 2017-06-25
- Jonang Takten Phuntsok Chosling Cultural Society. ”Jonang Monastery Shimla”. www.jonangmonasteryshimla.com. http://www.jonangmonasteryshimla.com/H.H._Jetsun_Dhampa.html. Läst 25 juni 2017.